# Zagorje (Kršan)
Pour les articles homonymes, voir Zagorje.
Zagorje (en italien : Zagorie di Fianona) est une localité de Croatie située en Istrie, dans la municipalité de Kršan, dans le comitat d'Istrie. En 2001, la localité comptait 119 habitants.

## Démographie
| 1948 | 1953 | 1961 | 1971 | 1981 | 1991 | 2001 |
| ---- | ---- | ---- | ---- | ---- | ---- | ---- |
| 198  | 156  | 134  | 99   | 91   | 81   | 119  |